# Gran Premio de Checoslovaquia de Motociclismo de 1973
El Gran Premio de Checoslovaquia de Motociclismo de 1973 fue la novena prueba de la temporada 1973 del Campeonato Mundial de Motociclismo. El Gran Premio se disputó el 15 de julio de 1973 en el Circuito de Brno.

## Resultados 500cc
En la categoría reina, Giacomo Agostini se impuso por segundo Gran Premio consecutivo. Pero, a causa de la caída Kim Newcombe en la última vuelta, el británico Phil Read subió hasta la segunda posición y amplía su ventaja al frente de la clasificación general. Jack Findlay, que terminó quinto, y ahora es tercero en la general por detrás de Read y Newcombe.
| Pos.    | Piloto               | Equipo         | Tiempo    | Pts. |
| ------- | -------------------- | -------------- | --------- | ---- |
| 1       | Giacomo Agostini     | MV Agusta      | 57' 04" 6 | 15   |
| 2       | Phil Read            | MV Agusta      | +45" 9    | 12   |
| 3       | Bruno Kneubühler     | Yamaha         | +1' 28" 9 | 10   |
| 4       | Eric Offenstadt      | SMAC-Kawasaki  | +1' 48" 9 | 8    |
| 5       | Jack Findlay         | Suzuki         | +1' 49" 1 | 6    |
| 6       | Bohumil Staša        | Yamaha         | +3' 08" 2 | 5    |
| 7       | Mario Lega           | Yamaha         | +4' 05" 5 | 4    |
| 8       | Bosse Granath        | Husqvarna      | +4' 16" 1 | 3    |
| 9       | Lothar John          | Daytona-Suzuki | +5' 01" 3 | 2    |
| 10      | Piet van der Wal     | Yamaha         | +5' 31" 5 | 1    |
| 11      | Charlie Dobson       | Kawasaki       |           |      |
| 12      | Rod Tingate          | Yamaha         |           |      |
| 13      | Werner Schmied       | Yamaha         |           |      |
| 14      | Alex George          | Yamaha         |           |      |
| 15      | Chas Mortimer        | Yamaha         |           |      |
| Ret     | Paul Eickelberg      | König          | Ret       |      |
| Ret     | Billie Nelson        | Yamaha         | Ret       |      |
| Ret     | János Drapál         | Yamaha         | Ret       |      |
| Ret     | Alois Maxwald        | Rotax          | Ret       |      |
| Ret     | Werner Bergold       | Kawasaki       | Ret       |      |
| Ret     | Christian Bourgeois  | Yamaha         | Ret       |      |
| Ret     | Gianfranco Bonera    | Suzuki         | Ret       |      |
| Ret     | Sven-Olof Gunnarsson | Kawasaki       | Ret       |      |
| Ret     | Kim Newcombe         | König          | Ret       |      |
| Ret     | Steve Ellis          | Yamaha         | Ret       |      |
| Ret     | Guido Mandracci      | Suzuki         | Ret       |      |
| Ret     | Werner Giger         | Yamaha         | Ret       |      |
| Fuente: |                      |                |           |      |

## Resultados 350cc
En 350cc, segunda victoria de la temporada para el finlandés Teuvo Länsivuori, que le sirve para situarse al frente por delante en la clasificación general. El italiano Giacomo Agostini y el británico Phil Read fueron segundo y tercero respectivamente.
| Pos. | Piloto               | Moto            | Tiempo    | Pts. |
| ---- | -------------------- | --------------- | --------- | ---- |
| 1    | Teuvo Länsivuori     | Yamaha          | 57.02.1   | 15   |
| 2    | Giacomo Agostini     | MV Agusta       | 57.30.4   | 12   |
| 3    | Phil Read            | MV Agusta       | 57.30.7   | 10   |
| 4    | Gianfranco Bonera    | Harley-Davidson | 58.02.4   | 8    |
| 5    | Dieter Braun         | Yamaha          | 58.07.3   | 6    |
| 6    | John Dodds           | Yamaha          | 58.40.3   | 5    |
| 7    | Michel Rougerie      | Harley-Davidson | 59.26.3   | 4    |
| 8    | Patrick Pons         | Yamaha          | 49.42.3   | 3    |
| 9    | Kurt-Ivan Carlsson   | Yamaha          | 1.00.16.0 | 2    |
| 10   | Eduardo Celso-Santos | Yamaha          | 1.00.18.1 | 1    |
| 11   | Thierry Tchernine    | Yamaha          |           |      |
| 12   | Víctor Palomo        | Yamaha          |           |      |
| 13   | Sven-Olof Gunnarsson | Yamaha          |           |      |
| 14   | Klaus Leonhardt      | Yamaha          |           |      |
| 15   | Bosse Granath        | Yamaha          |           |      |
| 16   | János Reisz          | Yamaha          |           |      |
| 17   | František Srna       | Jawa            | 1 Vuelta  |      |
| 18   | Peter Baláž          | Jawa            | 1 Vuelta  |      |
| 19   | Jiři Král            | Jawa            | 1 Vuelta  |      |
| 20   | Milan Soban          | Jawa            | 1 Vuelta  |      |
| 21   | Emanuel Quirenz      | Jawa            | 1 Vuelta  |      |
| Ret  | János Drapál         | Yamaha          | Ret       |      |
| Ret  | Werner Pfirter       | Yamaha          | Ret       |      |
| Ret  | Silvio Grassetti     | MZ              | Ret       |      |

## Resultados 250cc
En el cuarto de litro, el alemán Dieter Braun da un golpe casi definitivo a la clasificación general de la categoría con otra victoria, la tercera de la temporada en su palmarés. El piloto francés Michel Rougerie se coló en la segunda posición y el máximo rival de Braun en la general, el finlandés Teuvo Länsivuori, tercero.
| Pos. | Piloto               | Moto            | Tiempo   | Pts. |
| ---- | -------------------- | --------------- | -------- | ---- |
| 1    | Dieter Braun         | Yamaha          | 47.51.4  | 15   |
| 2    | Michel Rougerie      | Harley-Davidson | 47.58.8  | 12   |
| 3    | Teuvo Länsivuori     | Yamaha          | 47.59.9  | 10   |
| 4    | Paolo Pileri         | Yamaha          | 49.21.6  | 8    |
| 5    | Patrick Pons         | Yamaha          | 49.32.4  | 6    |
| 6    | John Dodds           | Yamaha          | 49.33.8  | 5    |
| 7    | Matti Salonen        | Yamaha          | 50.16.1  | 4    |
| 8    | Bruno Kneubühler     | Yamaha          | 50.16.5  | 3    |
| 9    | Bernd Tüngethal      | MZ              | 50.16.9  | 2    |
| 10   | Mario Lega           | Yamaha          | 50.37.0  | 1    |
| 11   | Víctor Palomo        | Yamaha          |          |      |
| 12   | Bohumil Staša        | Jawa            |          |      |
| 13   | Werner Pfirter       | Yamaha          |          |      |
| 14   | Nico van den Zanden  | Yamaha          |          |      |
| 15   | Werner Giger         | Yamaha          |          |      |
| 16   | Ryszard Mankiewicz   | Yamaha          |          |      |
| 17   | Lothar John          | Yamaha          |          |      |
| 18   | John Weeden          | Yamaha          |          |      |
| 19   | Alex George          | Yamaha          |          |      |
| 20   | Jürgen Lenk          | MZ              |          |      |
| 21   | Rolf Minhoff         | Yamaha          |          |      |
| 22   | Stanislav Klátil     | Yamaha          |          |      |
| 23   | František Srna       | Jawa            |          |      |
| 24   | Peter Baláž          | Jawa            | 1 Vuelta |      |
| 25   | Klaus Leonhardt      | Yamaha          | 1 Vuelta |      |
| 26   | Kari Lathinen        | Yamaha          | 1 Vuelta |      |
| 27   | František Tofel      | Jawa            | 1 Vuelta |      |
| 28   | Vladimir Kunc        | Jawa            | 1 Vuelta |      |
| 29   | Em. St. Quirenc      | Jawa            | 1 Vuelta |      |
| 30   | Antonin Mareš        | Jawa            | 1 Vuelta |      |
| 31   | Jaroslav Franc       | Jawa            | 1 Vuelta |      |
| 32   | Emanuel Quirenc      | Jawa            | 1 Vuelta |      |
| 33   | Koloman Haščič       | Jawa            | 1 Vuelta |      |
| Ret  | Christian Bourgeois  | Yamaha          | Ret      |      |
| Ret  | Eduardo Celso-Santos | Yamaha          | Ret      |      |
| Ret  | Chas Mortimer        | Yamaha          | Ret      |      |
| Ret  | Eric Offenstadt      | SHF             | Ret      |      |

## Resultados 125cc
En el octavo de litro, el sueco Kent Andersson todavía no estaba recuperado de su fractura de pierna de Assen, pero ninguno de sus rivales de la general lo supo aprovechar. Jos Schurgers acabó tercero y Ángel Nieto se tuvo que retirar por una caída. El italiano Otello Buscherini ganó la carrera con su Malanca, después de una gran pelea con Chas Mortimer.
| Pos. | Piloto             | Moto        | Tiempo    | Pts. |
| ---- | ------------------ | ----------- | --------- | ---- |
| 1    | Otello Buscherini  | Malanca     | 47' 07" 7 | 15   |
| 2    | Chas Mortimer      | Yamaha      | +0" 5     | 12   |
| 3    | Jos Schurgers      | Bridgestone | +42" 6    | 10   |
| 4    | Rolf Minhoff       | Maico       | +43" 3    | 8    |
| 5    | Gert Bender        | Maico       | +47" 4    | 6    |
| 6    | Matti Salonen      | Yamaha      | +1'15"4   | 5    |
| 7    | Eugenio Lazzarini  | Piovaticci  | +1'37"7   | 4    |
| 8    | Jürgen Lenk        | MZ          | +2'12"0   | 3    |
| 9    | Thierry Tchernine  | Yamaha      | +2'41"1   | 2    |
| 10   | Benigno Jull       | MZ          | +3'18"7   | 1    |
| 11   | Bohumil Staša      | MZ          |           |      |
| 12   | Jaroslav Hlavaty   | Jawa        |           |      |
| 13   | Rafael Ferrer      | MZ          |           |      |
| 14   | Antonio Garcia     | MZ          |           |      |
| 15   | Geza Repitz        | MZ          |           |      |
| 16   | László Szabó       | MZ          |           |      |
| 17   | Bohuslav Vaňous    | Jawa        |           |      |
| 18   | Karel Sedláček     | MZ          |           |      |
| 19   | Oldrĭch Kába       | Jawa        |           |      |
| 20   | Vaclav Rathovsky   | AHRA        |           |      |
| Ret  | Ángel Nieto        | Morbidelli  | Ret       |      |
| Ret  | János Reisz        | MZ          | Ret       |      |
| Ret  | Ryszard Mankiewicz | MZ          | Ret       |      |